# Wagnersches Gesetz
Das Wagnersche Gesetz (oder Gesetz der wachsenden Staatsausgaben) geht davon aus, dass das Wachstum der Staatsausgaben und Staatsquoten nicht bloß proportional, sondern überproportional zum Bruttosozialprodukt erfolge. Es ist benannt nach dem Ökonomen Adolph Wagner, der es formulierte.

## Allgemeines
Außerhalb der Rechtswissenschaft (formales Gesetz) spricht man in den Wissenschaften von einem Gesetz, wenn aus einer Theorie orts-, zeit- und kulturunabhängig allgemeingültige Aussagen abgeleitet werden, die weltweit gelten. In den Wirtschaftswissenschaften ist Gesetz die Bezeichnung für solche Feststellungen über Zusammenhänge, die durch empirische Evidenz als gesichert angenommen werden können. Sie beruhen auf unvollständiger Induktion oder auf (vorzeitiger) Generalisierung, so dass ihnen eher die Bezeichnung „vorläufige Annahme“ oder Hypothese zukommen würde. Aussagen über Gesetzmäßigkeiten sind wesentlicher Bestandteil von Theorien.
Das Gesetz der wachsenden Staatsausgaben entwickelte im Jahre 1892 der Ökonom Adolph Wagner und benannte es „Gesetz der wachsenden Ausdehnung der öffentlichen und speziell der Staatstätigkeit“. Es stellt einen Erklärungsversuch für das international beobachtbare, oft kontinuierliche Wachstum des Staatsanteils dar. Dieses lässt sich an den steigenden Realausgabenquoten und Staatsausgabenquoten beobachten. Wagner erklärte das kontinuierliche Staatswachstum durch die immer bessere Erfüllung der Tätigkeiten der öffentlichen Hand sowie durch neu hinzu kommende öffentliche Aufgaben. Bei einer Entwicklung vom reinen Ordnungsstaat hin zum Wohlfahrtsstaat nimmt die Staatstätigkeit zu.

## Inhalt
Wagner schrieb, dass bei fortschrittlichen „Culturvölkern … regelmäßig eine Ausdehnung der Staatsthätigkeit und der gesamten öffentlichen, durch die Selbstverwaltungskörper neben dem Staate ausgeführten Tätigkeiten erfolgt“. Hieraus folgerte er das „Gesetz der wachsenden Ausdehnung des Finanzbedarfs, sowohl des Staates als in der Regel … auch der Selbstverwaltungskörper bei entsprechender Dezentralisierung der Verwaltung und ordentlichen Organisation der Selbstverwaltung“. Als Ursache sah er die Staatsgewalt mit ihrer inneren und äußeren Sicherheit (Justiz, Militär, Polizei, Verwaltung oder auswärtiger Dienst) und die Kulturhoheit und Wohlfahrtsfunktion (Schulen, Gesundheitsvorsorge, Sozialhilfe), was im Übergang vom Ordnungsstaat zum Wohlfahrtsstaat zu erkennen sei.
Nach dem Wagnerschen Gesetz besteht zwischen Wirtschaftswachstum und Staatsausgaben ein Zusammenhang in der Form, dass langfristig und im Durchschnitt bei steigendem Pro-Kopf-Einkommen die Staatsausgaben überproportional zunehmen. Weitere Ursachen wie Kriegsfinanzierungen in der Peacock-Wiseman-Hypothese oder die Gesetze zum Bürokratiewachstum haben die Tendenz wachsender Staatsausgaben verstärkt. Der Peacock-Wiseman-Hypothese zufolge kann der Staat in Krisenzeiten, insbesondere in Kriegszeiten, höhere Steuern und Ausgaben durchsetzen. Nachdem sich die Bürger hieran gewöhnt haben, sinken die Steuern und Ausgaben nach Beendigung der Krise nicht erneut auf das Ausgangsniveau zurück, ähnlich dem Sperrklinkeneffekt.
Eine höhere Staatsquote ist bei oder nach Rezessionen, Wirtschafts- oder Finanzkrisen eingetreten und künftig auch zu erwarten. Wirtschaftswachstum, Sozialabbau oder Austeritätspolitik tragen dagegen zur Senkung der Staatsquoten bei.

## Heutige Ursachen
Der Ökonom Berthold U. Wigger hat 2006 die heutigen Ursachen wachsender Staatsausgaben zusammengetragen. Werden demnach staatliche Leistungen als superiore Güter verstanden, so nimmt die Nachfrage nach ihnen bei steigendem Einkommen zu. Die Bürger sind nicht imstande, die Folgen hoher Staatsausgaben zu durchschauen und wählen Regierungen, die aufwendige Ausgabenprogramme anbieten (fiskalische Illusion). Diese Ausgabenprogramme werden durch weitere Staatsschulden finanziert, so dass finanzielle Lasten auf künftige Generationen verschoben werden (intergenerationelle Lastenverschiebung). Durch Urbanisierung muss der Staat höhere Ausgaben für Städte bestreiten (Brechtsches Gesetz). Dienstleistungen verteuern sich relativ zur Industrieproduktion, weil der technische Fortschritt im Dienstleistungssektor geringer ist als in der Industrie. Da der Staat überwiegend Dienstleistungen anbietet, steigen die Ausgaben hierfür (Baumolscher Kosteneffekt). Der demografische Wandel führt durch Überalterung zu erhöhten Staatsausgaben für Altersrenten, Linderung der Altersarmut und verstärkten Gesundheits- und Krankenpflegekosten. Bemühungen zur Limitierung der Staatsquote sind insbesondere der Europäische Fiskalpakt oder die Schuldenbremse.

## Kritik und Bedeutung
Wagners „Gesetz“ beruht auf einzelnen Beobachtungen, die er ohne zwingenden Nachweis verallgemeinerte; er verwendete nur teilweise analytische Methoden, und vorhandene Postulate gründeten sich auf dem von ihm vertretenen Kathedersozialismus. Zudem findet sich kein Argument, mit dessen Hilfe eine relative Ausdehnung der Staatsausgaben zwingend oder wenigstens als hochwahrscheinlich nachgewiesen wird.
Zahlreiche empirische Untersuchungen haben inzwischen Wagners Thesen in hohem Maße bestätigt, allerdings unter bestimmten einschränkenden Bedingungen. Dies gilt nicht nur, wenn man die Nachkriegsperiode mit der Situation um die Jahrhundertwende oder noch früher vergleicht, sondern auch für die Entwicklung nach 1950. Seine Prognosen können heute tendenziell empirisch als verifiziert angesehen werden.
Empirisches Beispiel Deutschland
Zwar hatte sich die Zahl der im öffentlichen Dienst Beschäftigten in Deutschland von 1960 (3,1 Millionen) bis 1994 (6,3 Millionen) verdoppelt, ein Teil dieses Zuwachses ist jedoch auf den Beitritt der DDR zur Bundesrepublik zurückzuführen, denn dadurch wurden schlagartig ca. 2 Mio. Staatsfunktionäre dem westdeutschen Personalbestand zugeschlagen. Auch nach der Behördenabwicklung war 1994 noch davon auszugehen, da insbesondere die Kommunalverwaltung in den neuen Ländern im Vergleich zu Westdeutschland erheblich überbesetzt war. Auf tausend Einwohner kamen im Jahre 1996 in den westdeutschen Bundesländern zwischen 41,8 und 58,0 Bedienstete, während es in den neuen Bundesländern zwischen 57,6 und 64,8 Bedienstete waren (Ausnahme Berlin: West: 82,1; Ost: 57,6). Bis 1998 ist allerdings ein Rückgang im Personalbestand des öffentlichen Dienstes auf 5,07 Mio. Bedienstete zu registrieren. Diese Reduktion des Personalbestandes insbesondere nach 1994 ist überwiegend auf Privatisierungen auf allen Ebenen des Staatsaufbaus zurückzuführen, vor allem auf die Privatisierung von Bahn und Post, mit der rund 1 Mio. Bedienstete 1994/95 aus der amtlichen Statistik (aber nicht aus der Vermögenshaftung des Bundes) ausschieden. Privatisierung und restriktive Fiskalpolitik haben dazu geführt, dass der Personalbestand 1998 fast das Niveau der Zeit vor der Wiedervereinigung (1990 mit 4,9 Mio.) erreicht hatte. Angesichts der Konzentration des öffentlichen Dienstes auf wenige Aufgabenbereiche kann man davon ausgehen, dass das Wagnersche Gesetz ständig steigender Staatsausgaben hinsichtlich seiner personellen Konsequenzen in diesem Zeitraum nicht galt. Dem ist allerdings entgegenzuhalten, dass die bewusste Unterbesetzung des öffentlichen Dienstes nicht zu einer Widerlegung des Wagnerschen Gesetzes führt, da der tatsächliche Personalbedarf des Staates ja gestiegen ist; alleine in der Finanzverwaltung Bayern fehlten laut Oberstem Rechnungshof 1900 Beamte (Stand 2012).